# Distrito de Yamabe
El distrito de Yamabe (山辺郡 Yamabe-gun?) es un distrito localizado en la prefectura de Nara, Japón. En julio de 2019 tenía una población estimada de 3.332 habitantes y una densidad de población de 50,1 personas por km². Su área total es de 66,52 km².

## Localidades
- Yamazoe